# Акулевське сільське поселення
Аку́левське сільське поселення (рос. Акулевское сельское поселение) — муніципальне утворення у складі Чебоксарського району Чувашії, Росія. Адміністративний центр — присілок Шорчекаси.

## Населення
Населення — 1053 особи (2019, 1228 у 2010, 1141 у 2002).

## Склад
До складу поселення входять такі населені пункти:
| Населений пункт     | Населення, осіб (2002) | Населення, осіб (2010) |
| ------------------- | ---------------------- | ---------------------- |
| Акулево, село       | 153                    | 180                    |
| Лагері, присілок    | 111                    | 100                    |
| Сютпилих, присілок  | 74                     | 86                     |
| Таушкаси, присілок  | 86                     | 109                    |
| Шишкенери, присілок | 59                     | 61                     |
| Шорчекаси, присілок | 658                    | 692                    |